# 萨恩杜尔
萨恩杜尔（Sandur），是印度卡纳塔克邦Bellary县的一个城镇。总人口27601（2001年）。

## 人口
该地2001年总人口27601人，其中男性14440人，女性13161人；0—6岁人口3509人，其中男1854人，女1655人；识字率61.92%，其中男性为62.25%，女性为61.56%。